# Microdytes satoi
Microdytes satoi är en skalbaggsart som beskrevs av Wewalka 1997. Microdytes satoi ingår i släktet Microdytes och familjen dykare. Inga underarter finns listade i Catalogue of Life.